# Dove c'è musica
Dove c'è musica is het zevende studioalbum van de Italiaanse zanger Eros Ramazzotti. Het werd uitgebracht in 1996. Dit album is wereldwijd meer dan 7 miljoen maal verkocht.
Het nummer L'aurora is opgedragen aan zijn dochtertje Aurora Sophie die op 5 december 1996 geboren werd uit zijn huwelijk met de Zwitserse Michelle Hunziker.

## Nummers
1. Dove c'è musica
2. Stella gemella
3. Più bella cosa
4. L'aurora
5. Lettera al futuro
6. Io amerò
7. Questo immenso show
8. Quasi amore
9. Yo sin tì
10. Lei però
11. L'uragano Meri
12. Buona vita